# Leptobrachium guangxiense
Leptobrachium guangxiense es una especie de anfibio anuro de la familia Megophryidae.

## Distribución geográfica
Esta especie es endémica de la provincia de Guangxi en la República Popular China. Habita en el condado de Shangsi, a unos 500 m de altitud.

## Etimología
Su nombre de especie, que consiste en guangxi y el sufijo latín -sense, significa "que vive, que habita", y le fue dado en referencia a la ubicación de su descubrimiento, la provincia de Guangxi.

## Publicación original
- Fei, Hu, Ye & Huang, 2009 : Fauna Sinica. Amphibia. Anura, vol. 2, Chinese Academy of Science.[3]